# Інженер з автоматизованих систем керування виробництвом
Інженер з автоматизованих систем керування виробництвом — інженер, діяльність якого зв'язана з проектуванням і впровадженням автоматизованих систем керування виробництвом.

## Завдання та обов'язки
- Виконує роботу з проектування і впровадження автоматизованих систем керування виробництвом на основі застосування сукупності економіко-математичних методів, сучасних технічних засобів оброблення, передавання і відображення інформації, елементів теорії економічної кібернетики.
- Вивчає систему і методи керування і регулювання діяльності підприємства, його виробничих і функціональних підрозділів, визначає можливість формалізації елементів діючої системи і доцільність їх переводу на автоматизований режим.
- Здійснює підготовку необхідних даних і бере участь у складанні технічного завдання на проектування АСКВ та її окремих етапів і підсистем, у розробленні технічних і робочих проектів.
- Формулює постановку задач, виконує роботу з їх алгоритмізації, виявляє можливість типізації рішень окремих елементів системи, готує пропозиції щодо застосування у проектуванні АСКВ типових блоків і бере участь у їх створенні.
- Вивчає розроблені проектними організаціями і діючі на інших підприємствах системи автоматизованого керування виробництвом з метою використання передового досвіду проектування і експлуатації АСКВ.
- Бере участь у роботі з вдосконалення документообігу на підприємстві, формулює вимоги до змісту і будови технічної і організаційно-розпорядчої документації, яку використовують у системі автоматизованого керування виробництвом.
- Розроблює технологічні схеми оброблення інформації відповідно до встановлених задач АСКВ з урахуванням організаційного і технічного забезпечення усіх підсистем.
- Готує проекти методичних матеріалів, інструкцій та іншої технічної документації, пов'язаної із створенням і використанням фондів інформаційного використання АСКВ.
- Бере участь у роботі з налагодження, дослідної експлуатації і поетапного введення у дію комплексу технічних засобів АСКВ.
- Здійснює авторський нагляд і періодичний контроль вхідної і вихідної документації.
- Вивчає причини відмов і порушень у системі, розроблює пропозиції щодо їх усунення і запобігання, з підвищення якості і надійності АСКВ.
- Надає методичну допомогу підрозділам підприємства з підготовки даних для АСКВ, оформлення необхідних документів і розшифрування інформації, обробленої на засобах обчислювальної техніки.

## Повинен знати
- постанови, розпорядження, накази, методичні, нормативні та інші керівні матеріали з організації автоматизованих систем керування виробництвом;
- перспективи розвитку виробництва;
- організацію економічного планування та оперативного регулювання виробництва;
- структуру підприємства, виробничі і функціональні зв'язки між його підрозділами;
- задачі і склад АСКВ;
- порядок розроблення проектів АСКВ і його підсистем, технічних завдань, технічних і робочих проектів;
- засоби обчислювальної техніки, комунікацій та зв'язку;
- економіко-математичні методи;
- основи теорії економічної кібернетики;
- порядок постановки задач, їх алгоритмізації;
- методи визначення економічної ефективності впровадження АСКВ;
- стандарти уніфікованої системи організаційно-розпорядчої документації;
- порядок розроблення та оформлення технічної документації;
- основи економіки, організації праці, виробництва;
- основи трудового законодавства[1].